# Charaxes candiope
Charaxes candiope es una especie de lepidóptero de la familia Nymphalidae. Es originaria de África negra.
Tiene una envergadura de alas de 45–55 mm en los amchos y 50–60 mm en las hembras.Se encuentran en vuelo desde octubre hasta junio.
Las larvas se alimentan de Ochna arborea, Ochna natalitia, y Ochna serrulata.